# Pseudotsuga
Pseudotsuga este un gen de conifere din familia Pinaceae.